# Motorový vůz

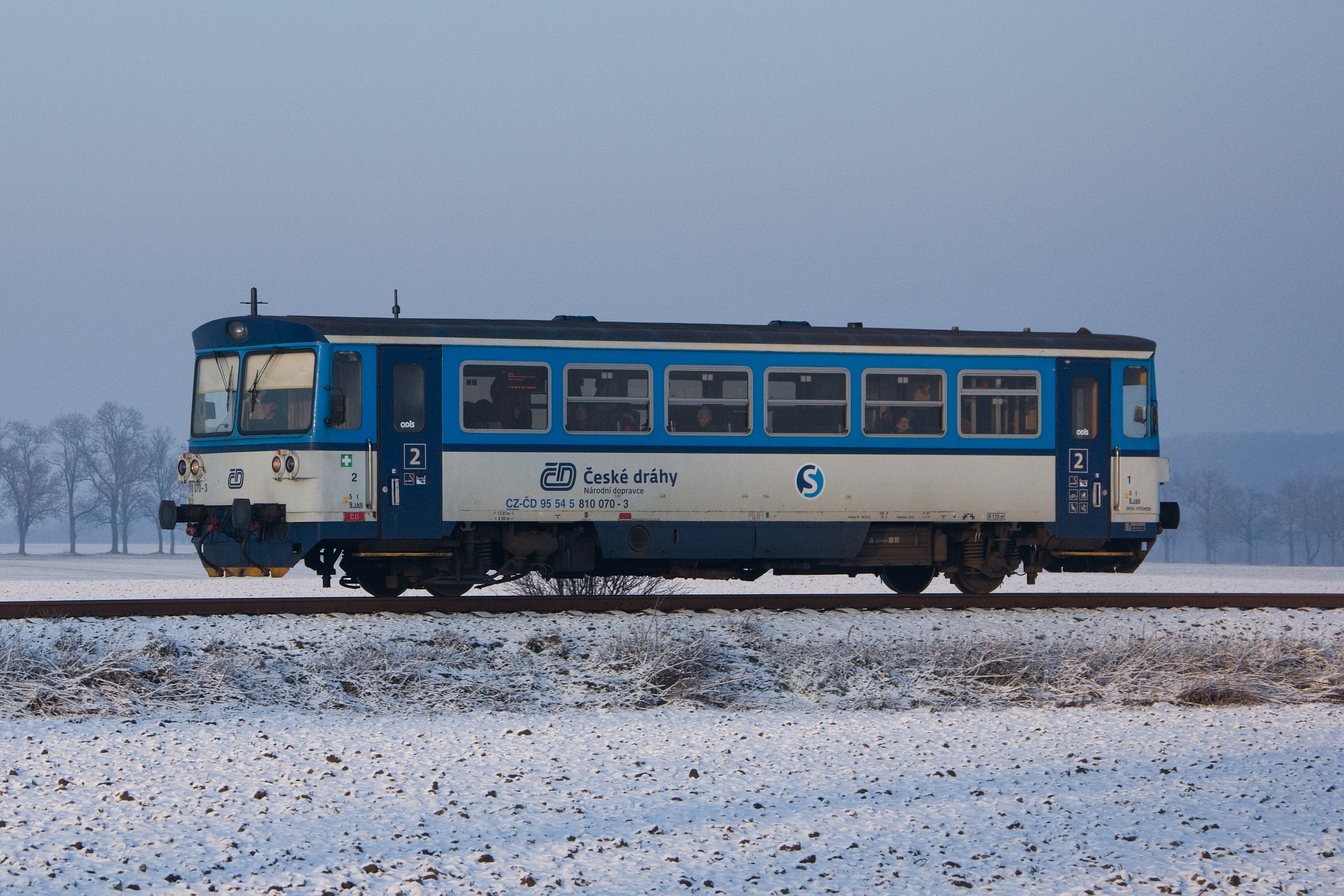
Motorový vůz řady 810 Českých drah

Motorový vůz (lidově motorák či motoráček) je železniční kolejové vozidlo, které je hnací a zároveň slouží pro přepravu osob či zavazadel. Pojem motorový vůz je v železniční terminologii zpravidla používán pouze pro motorové vozy poháněné spalovacím motorem, pro vozy s elektrickým pohonem se používá pojem elektrický vůz, pro historické vozy s parním kotlem pojem parní vůz.
V oblasti městské hromadné dopravy je označení motorový vůz používáno pro elektrické tramvaje (na rozdíl od vlečných nemotorových vozů).